# 구시게촌
구시게촌(串毛村)은 후쿠오카현 야메군에 설치되었던 촌이다. 현재의 야메시에 해당한다.